# Wilhelm Whitmee
Wilhelm Whitmee właściwie William Whitmee (ur. 16 grudnia 1851 w Norfolk, zm. 27 marca 1909 w Rzymie) – ksiądz katolicki, generał pallotynów w latach 1896-1903.
Ks. Whitmee do Stowarzyszenia Apostolstwa Katolickiego (pallotynów) wstąpił w Ipswich w Anglii w 1875.  
Święcenia kapłańskie przyjął trzy lata później w kościele Świętego Zbawiciela na Falach w Rzymie. Najpierw, przez dwa lata, pracował w Londynie, by potem powrócić do Rzymu i podjąć obowiązki ekonoma i wicerektora pallotyńskiego domu generalnego. Od roku 1884 przez 25 lat pracował w Zarządzie Generalnym. Był radcą, prokuratorem, a w latach 1896-1903 – przełożonym generalnym. Jako radca i prokurator brał czynny udział w tworzeniu placówek pallotyńskich w Brazylii, Argentynie oraz Irlandii. Przyczynił się także do powstania i rozwoju Kongregacji Misyjnej Sióstr Pallotynek. Priorytetem jego posługi jako generała była troska o rozwój duchowy członków Stowarzyszenia. Będąc radcą generalnym, ks. Whitmee przez wiele lat podejmował również obowiązki rektora domu przy kościele św. Sylwestra. 
Ks. Whitmee zmarł w roku 1909. Spoczywa na cmentarzu Campo Verano w Rzymie.